# جون كورنر
جون كورنر (بالإنجليزية: John Koerner)‏ (31 أغسطس 1938 – 18 مايو 2024) هو مغن مؤلف ومغني وموسيقي وعازف قيثارة أمريكي، ولد في 31 أغسطس 1938 في روتشستر في الولايات المتحدة.

## وصلات خارجية
- جون كورنر على موقع IMDb (الإنجليزية)
- جون كورنر على موقع ميوزك برينز (الإنجليزية)
- جون كورنر على موقع ديسكوغز (الإنجليزية)